# Autostereoskopia
Autostereoskopia – technologia umożliwiająca oglądanie obrazu stereoskopowego bez konieczności używania okularów lub sprzętu montowanego na głowie (kaski, hełmy VR). Nazywana jest także „bezokularowym 3D”. Istnieją różne metody realizacji autostereoskopii: bariera paralaksy, technologia soczewkowa oraz technika wolumetryczna.

## Bariera paralaksy
Wykorzystywana jest przesłona wykonana z nieprzezroczystego materiału, z precyzyjnie umieszczonymi szczelinami, ukazująca tylko fragmenty obrazu wyświetlanego na ekranie. Oprócz filmów i gier komputerowych, technika ta jest używana w modelowaniu molekularnym i ochronie lotnisk.

## Metoda soczewkowa
Przednia warstwa ekranu pokrywana jest folią z siatką dwuwypukłych soczewek, która odpowiednio załamując obraz powoduje, że lewe oko otrzymuje inny obraz niż prawe. Inna nazwa to metoda lentikularna.